# Konstantin Nikolajewitsch Suschkin
Konstantin Nikolajewitsch Suschkin (russisch Константин Николаевич Сушкин; * 1879 im Dorf Snowed bei Ardatow; † Dezember 1937 in Kolomna) war ein russisch-sowjetischer Eisenbahningenieur.

## Leben
Suschkins Vater Nikolai Afanasjewitsch Suschkin war ein Meister in einem Hüttenwerk und hatte 9 Kinder. 1883 zog er mit der Familie nach Kolomna und stieg im Maschinenbau-Werk Kolomna vom Meister zum Chef der Eisenbahnräder-Werkstatt auf.
Suschkin besuchte die sechsjährige Schule des Werks Kolomna und begann 1891 als Kopist im Dampflokbüro des Werks zu arbeiten. Als Externer absolvierte er ein Studium an der Technischen Hochschule Moskau.

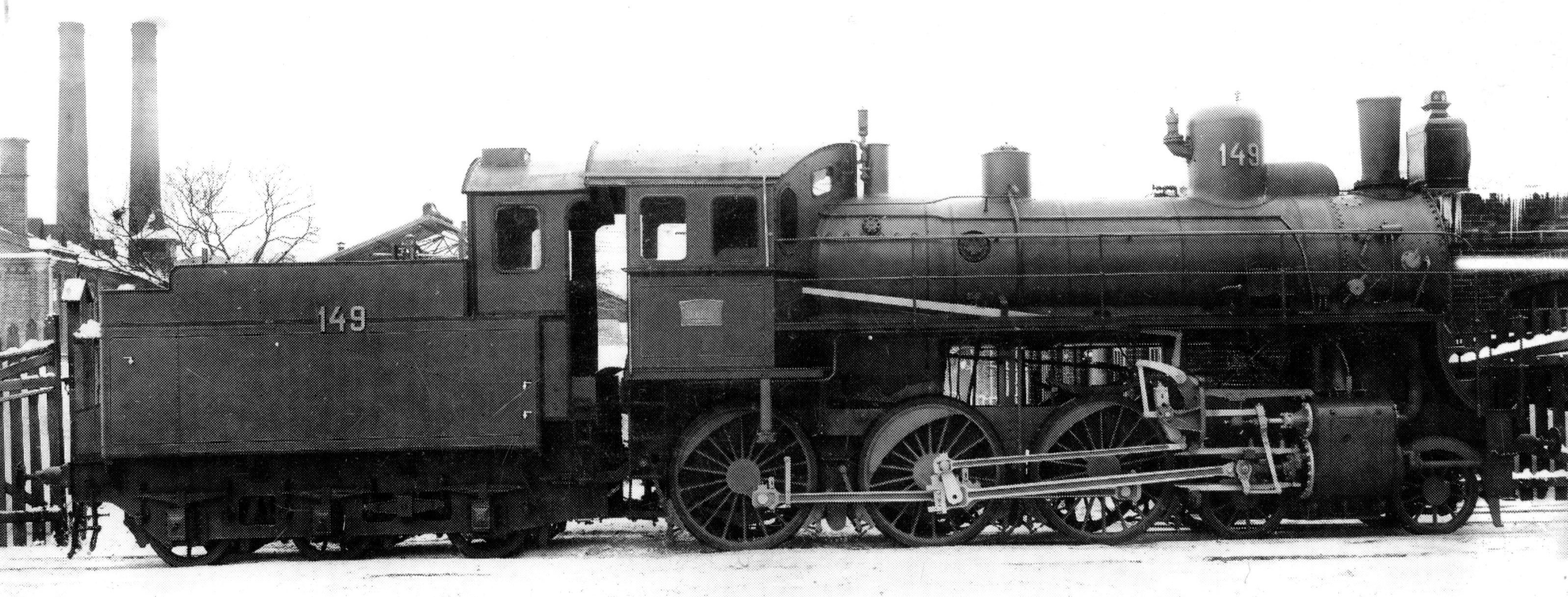
Lokomotive der Baureihe K

Unmittelbar nahm Suschkin an der Projektierung der vielen im Werk Kolomna gebauten Typen der Breitspur- und Normalspur-Dampflokomotiven für die russischen Eisenbahnen teil.  Zusammen mit Georg Noltein schuf er 1907 eine neue Personenzug-Dampflokomotive mit der Typ-Bezeichnung 106. Die Lokomotive zeichnete sich durch einen Dampfüberhitzer, einen verstärkten Dampfkessel für einen höheren Dampfdruck und einen verbreiterten Feuerrost aus, wodurch hervorragde Eigenschaften erreicht wurden. Auf der Exposición Internacional del Centenario 1910 in Buenos Aires und der Weltausstellung Turin 1911 wurde das Werk Kolomna mit hohen Preisen ausgezeichnet. Nach der Neuordnung der Lokomotiv-Baureihenbezeichnungen unter der Leitung Juri Lomonossows durch das Verkehrsministerium 1912 erhielt der Kolomna-Typ 106 die Bezeichnung Baureihe K wie auch die verbesserten Typen 109, 114 und 121.
Nachdem 1914 zu Beginn des Ersten Weltkriegs der Chefingenieur des Werls Kolomna Felix Meineke als feindlicher Ausländer interniert worden war, leitete Suschkin das Konstruktionsbüro des Werks. Nach der Oktoberrevolution während des Bürgerkriegs gelang es ihm, die wissenschaftlich-technische Leistungsfähigkeit des Werks zu erhalten. Zusammen mit dem Ingenieur P. I. Tachtaulow schuf er 1925 auf der Basis der Baureihe Sw die Personenzuglokomotiven-Baureihe Su. Dank ihrer hervorragenden Eigenschaften war sie lange die wichtigste Personenzuglokomotive der UdSSR. Bis 1951 wurden in verschiedenen Werken über 2680 Stück in 4 verschiedenen Ausführungen hergestellt.
Unter Suschkins Leitung wurde 1931 in 100 Tagen die Baureihe FD (Feliks Dzierżyński) projektiert. Die resultierenden Lokomotiven mit einer Leistung von 3000 PS waren damals die leistungsstärksten Güterzug-Dampflokomotiven in Europa. 1932 ließ er weltweit erstmals mit Elektroschweißen einen vollständig geschweißten Kessel mit deutlich vermindertem Gewicht für die Lokomotive des Typs 159 herstellen. Das Verfahren wurde von den anderen Werken übernommen, und auch vollverschweißte Tender wurden hergestellt. Bis zu seinem Tode arbeitete Suschkin weiter an der Verbesserung der Baureihe Su, sodass sich die Lokomotivenleistung noch um 10 % erhöhte. Er bildete eine Reihe herausragender Konstrukteure aus, darunter auch Lew Lebedjanski.
Nachkommen Suschkins arbeiten auch gegenwärtig im Werk Kolomna. Der Gouverneur der Oblast Moskau Andrei Worobjow dankte im April 2017 der Arbeiterdynastie Suschkin-Jussow, die im Arbeiterdynastie-Wettbewerb den 1. Platz belegt hatte.